# Kyū-Yodo-gawa
La rivière Kyū-Yodo (旧淀川, Kyū-Yodo-gawa) était le bras principal du fleuve Yodo avant 1907, lorsque le cours d'eau actuel a été redirigé, devenant une importante voie d'eau dans le centre d'Osaka et le drainage principal de la rivière Neya.

## Toponymie
Le nom Kyū-Yodo signifie « ancienne rivière » Yodo en japonais.

## Subdivisions

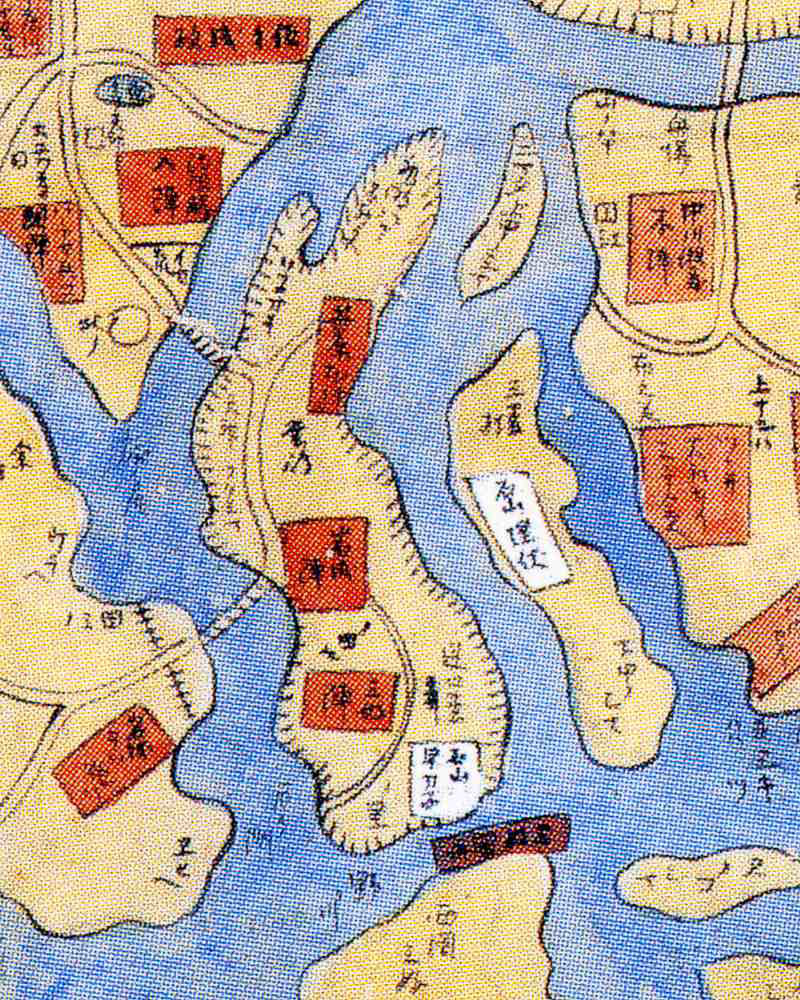
Carte de la section Dōjima du fleuve Yodo, vers 1570.

Le nom « Kyū-Yodo » est un nom géologique ; localement, la rivière est appelée par les noms de ses subdivisions. De la source à l'embouchure, plusieurs sections du cours d'eau portent des noms différents.

### Ō-kawa
Ō-kawa est le nom donné à la section de la Kyū-Yodo qui s'étire de l’écluse Kema jusqu'au pont Tenjin.

### Rivière Dōjima

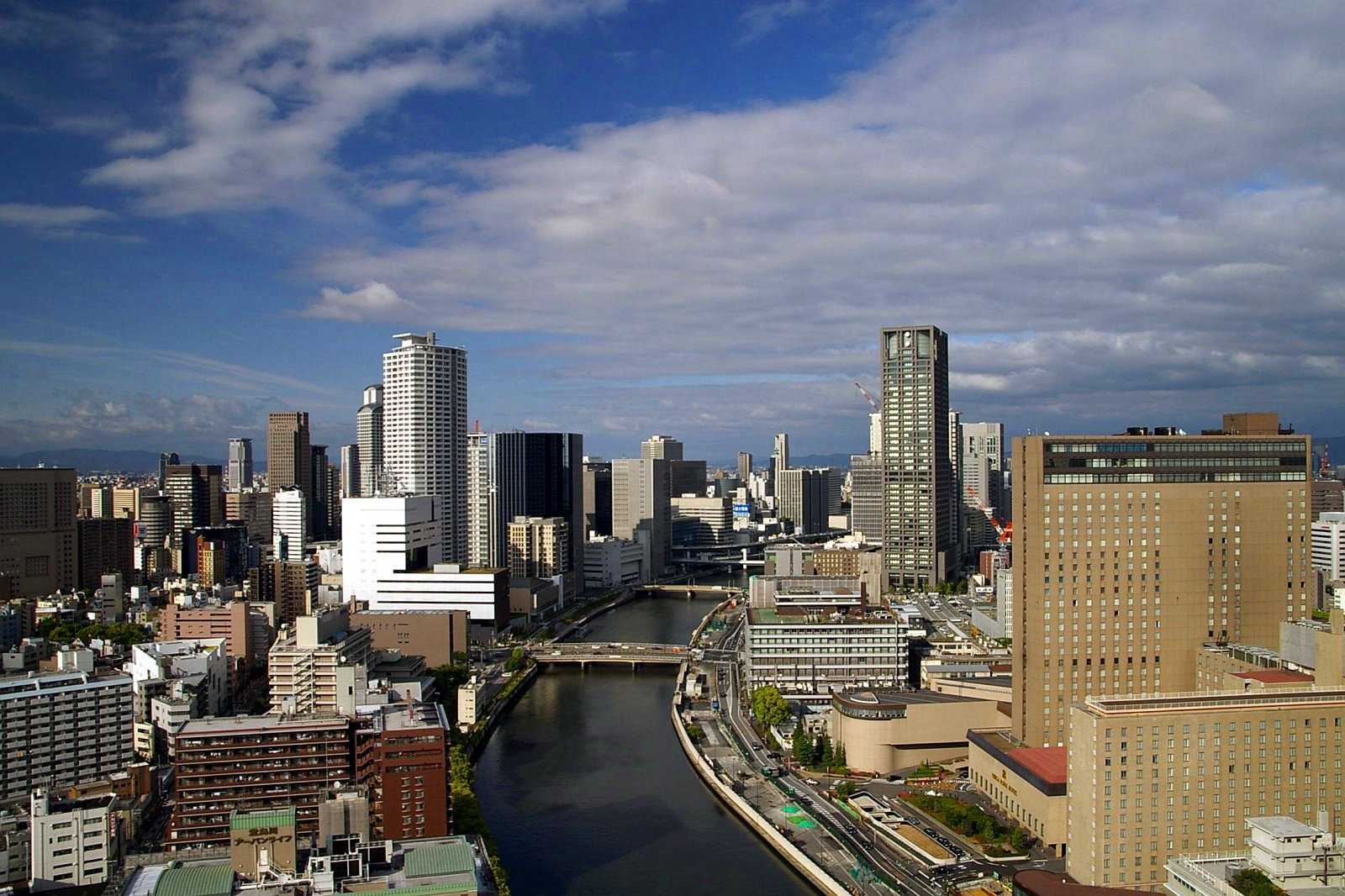
Rivière Dōjima.

La section s'étendant du pont Tenjin au pont Funatsu, le long de la rive nord de l'Île Nakano, porte le nom de rivière Dōjima.

### Rivière Tosabori
La rivière Tosabori est la section allant du pont Tenjin au pont Funatsu, le long de la rive sud de l'Île Nakano.

### Rivière Aji
Du pont Funatsu jusqu'à Tempōzan et la baie d'Osaka, la Kyū-Yodo prend le nom de rivière Aji.

## Lieux notables

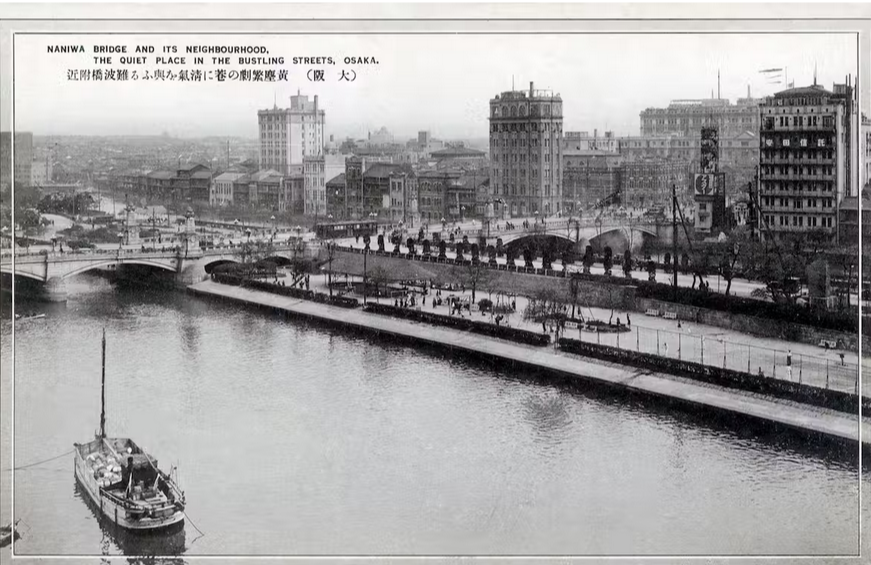
Pont Naniwa et ses environs, vers 1920.

Les points d'intérêt de la source à l'embouchure.
Arrondissements Kita et Miyakojima
- Yodo
- Écluse Kema
- Parc Kema Sakuranomiya
- OAP Tower
- Imperial Hotel Osaka
- Monnaie nationale

Arrondissements Kita et Chûô
- Keihan City Mall
- Parc Minami-Temma
- Nakano-shima
- Parc de Nakanoshima
- Bourse d'Osaka
- Musée de la Céramique Orientale
- Mairie d'Osaka
- La Haute Cour du District d'Osaka
- La banque du Japon

Arrondissements Fukushima, Kita et Nishi
- Hotarumachi
- Musée national d'art
- Musée des sciences d'Osaka
- Rihga Royal Hotel
- Osaka International Convention Center
- Marché de gros central d'Osaka

Arrondissements Konohana et Minato
- Universal Studios Japan
- Aquarium Kaiyukan
- Tempōzan